# Ian Anderson Plays the Orchestral Jethro Tull
Ian Anderson Plays the Orchestral Jethro Tull è un album e un DVD di Ian Anderson, leader della band progressive rock inglese dei Jethro Tull, pubblicato nel 2005.

## Il disco
L'album vede la presenza dell'orchestra di Francoforte, la Neue Philharmonie Frankfurt, diretta da John O'Hara. Il DVD è stato registrato a Mannheim e contiene le stesse canzoni inserite sul CD nello stesso ordine anche se la durata varia leggermente. In aggiunta contiene 3 interviste.
Nel primo disco in vinile, pubblicato nel 2007, sono presenti solo 10 brani. I restanti brani del concerto sono stati pubblicati nel 2020, in un secondo disco in vinile, dal titolo Ian Anderson plays the Orchestral Jethro Tull - Part 2.

## Formazione
- Ian Anderson - cantante, flauto traverso, flauto di bambù, chitarra acustica
- James Duncan - batteria, percussioni
- David Goodier - basso, glockenspiel
- John O'Hara - tastiere, fisarmonica
- Florian Opahle - chitarra acustica ed elettrica
- Kathrin Troester - flauto traverso
- Sibylle Wähnert - fagotto
- Astrid Cienia - oboe

## Tracce

### Disco uno
1. Eurology - 3:30
2. Calliandra Shade (The Cappuccino Song) - 5:42
3. Skating Away on the Thin Ice of the New Day - 4:03
4. Up the Pool - 3:22
5. We Five Kings - 3:32
6. Life Is a Long Song - 3:34
7. In the Grip of Stronger Stuff - 3:02
8. Wond'ring Aloud - 2:11
9. Griminelli's Lament - 3:10
10. Cheap Day Return - 1:27
11. Mother Goose - 5:46
12. Bourée - 5:17
13. Boris Dancing - 3:31
14. Living in the Past - 4:48

### Disco due
1. Pavane - 4:37
2. Aqualung - 10:24
3. God Rest Ye Merry Gentlemen - 5:48
4. My God - 8:52
5. Budapest - 14:04
6. Locomotive Breath - 6:42

### Solo su DVD
- Intervista con Ian Anderson - 48:00
- Intervista con Fritz Rau - 7:00
- Intervista con i partecipanti - 9:00

### LP
Il primo vinile venne pubblicato nel 2007, mentre il secondo vinile venne pubblicato nel 2020.

#### Disco 1
Ian Anderson plays the Orchestral Jethro Tull (2007)
Lato A
1. Eurology - 3:30
2. Skating Away on the Thin Ice of the New Day - 4:03
3. Life Is a Long Song - 3:34
4. Griminelli's Lament - 3:10
5. Mother Goose - 5:46
6. Bourée - 5:17

Lato B
1. Living in the Past - 4:48
2. Pavane - 4:37
3. Aqualung - 10:24
4. Locomotive Breath - 6:42

#### Disco 2
Ian Anderson plays the Orchestral Jethro Tull - Part 2 (2020)
Lato A
1. Calliandra Shade (The Cappuccino Song) - 5:42
2. Up the Pool - 3:22
3. We Five Kings - 3:32
4. In the Grip of Stronger Stuff - 3:02
5. Wond'ring Aloud - 2:11
6. Cheap Day Return - 1:27
7. God Rest Ye Merry Gentlemen - 5:48

Lato B
1. My God - 8:52
2. Budapest - 14:04